# Kongelig Dansk Hof- og Statskalender
Kongelig Dansk Hof- og Statskalender, med korttitel Hof & Stat, er et leksikografisk opslagsværk, der blev udgivet mellem 1734 og 2014. Værket indeholder oplysninger om kongehus, folketing, domstole, statslige, regionale og kommunale institutioner, ambassader, samt danske og internationale organisationer mv., herunder oplysninger om ansatte, adresseoplysninger og oversigter over kongelige ridderordener, medaljer og hæderstegn .
I 1734 udkom den første danske statskalender på tysk. Fra 1801 findes den på dansk og udkommer årligt. 1918-1926 blev den udgivet af Kabinetssekretariatet og Indenrigsministeriet i henhold til resolution af 18. januar 1917, og fra 1927 udgivet af Hendes Majestæt Dronningens Kabinetssekretariat og Statsministeriet i forening efter resolution af 16. september 1925. Siden 1996 også på CD-ROM. Udgivelsen blev varetaget af Schultz Boghandel (omkring 2009), af IT- og Telestyrelsen, og senest af Digitaliseringsstyrelsen. Seneste trykte udgave kom i 2014, idet 'Oplysningerne kan i stedet findes digitalt – via myndighedernes, organisationernes og hoffets hjemmesider, samt tilgængelige databaser.'
Målgruppen var primært centraladministrationen og biblioteker. Omfang og pris svarer til det andet kendte opslagsværk, Kraks Blå Bog.
Det mest dominerende ved håndbogen er oplistningerne af ansatte i de enkelte ministerier, styrelser og forvaltninger; men oplysningerne er kortfattede: navn, stillingsbetegnelse, lønramme og fødeår i én linje. Medtaget er akademiske medarbejdere samt medarbejdere af højere lønningsklasser. Bagest i bogen er der et alfabetisk personregister.
Der er bl.a. også oversigter over modtagere af de kongelige ridderordener, medaljer og hæderstegn. Der er kommunernes byråd og udvalgsformænd, arbejdsmarkedets organisationer og velgørende foreninger. Færøerne og Grønland er også med.